# 杉野村 (滋賀県)
杉野村（すぎのむら）は、滋賀県伊香郡にあった村。現在の長浜市の北東部、木之本地区の山間部、杉野川の流域、国道303号の沿線にあたる。

## 地理
- 山岳：墓谷山、横山岳、土蔵岳
- 河川：杉野川、網谷川、須亦川

## 歴史
- 1889年（明治22年）4月1日 - 町村制の施行により、杉野村・杉本村・音羽村・金居原村の区域をもって発足。
- 1910年（明治43年） - 土倉鉱山で銅の採掘開始[1]。
- 1939年（昭和14年） - 土倉鉱山で雪崩が発生。飯場2棟が埋没して20人が死傷[2]。
- 1954年（昭和29年）4月1日 - 高時村・木之本町・伊香具村と合併し、改めて木之本町が発足。同日杉野村廃止。